# Ethelfleda van Romsey
Ethelfleda van Romsey was een abdis van Romsey, die later werd heilig verklaard.
Ethelfleda was de dochter van ealdorman Ethelwold, die werd gezegd de stichter te zijn geweest van de benedictijnenabdij van Romsey, en zou op jonge leeftijd intreden. Ze zou onder abdis Merewenna (zelf heilig verklaard) opgroeien en uiteindelijk ook zelf abdis worden.
Men vertelde over haar een legende dat ze onder de aandacht van de koning en koningin werd gebracht, die haar naar hun hof haalden. Daar zou haar gewoonte om 's nachts uit ascetische overwegingen naakt te baden in een fontein de nieuwsgierigheid van de koningin hebben gewekt, die hierop een zenuwziekte kreeg. Door de interventie van Ethelfleda zou ze echter hiervan zijn genezen.
Haar feestdag valt op 23 oktober.